# 부부의 거처
부부의 거처(Domicile conjugal)는 프랑수아 트뤼포의 1970년 영화이다.

## 줄거리
훔친 키스의 속편이며, 앙투안 두아넬이 크리스틴과 결혼한다.

## 스탭
- 각본: 프랑수아 트뤼포, 클로드 드 지브래
- 음악: 앙투안 뒤아멜
- 제작: 프랑수아 트뤼포, 마르셀 베르베르
- 앙투안 두아넬: 장피에르 레오
- 크리스틴과 두아넬: 클로드 자드